# Avenida Cruz Roja Argentina
La avenida Cruz Roja Argentina es una importante arteria del sur la ciudad de Córdoba (Argentina) que recorre el sentido este-oeste y va desde la nomenclatura 0 al 1800.
Nace en el recientemente construido nudo vial de la Avenida Vélez Sársfield, como continuación de la calle Manuel Baigorria, y recorre 1800 metros hasta la Avenida Madrid.
Ninguna de sus veredas están edificadas continuamente, ya que en la vereda norte se encuentra el importante campus de la Universidad Nacional de Córdoba y por su vereda sur las vías del ferrocarril Nuevo Central Argentino.
Gran cantidad de colectivos pasan por la arteria que debió ser ensanchada en 2007 debido a su alto flujo de tránsito.